# Piet Uys
Petrus Lafras Uys, noto come Piet Uys o Piet Italeni, (Swellendam, 23 ottobre 1797 – Battaglia di Italeni, 11 aprile 1838), è stato un generale boero.
Fu considerato uno dei maggiori leader Voortrekker durante la migrazione chiamata Grande Trek.

## Biografia[1]

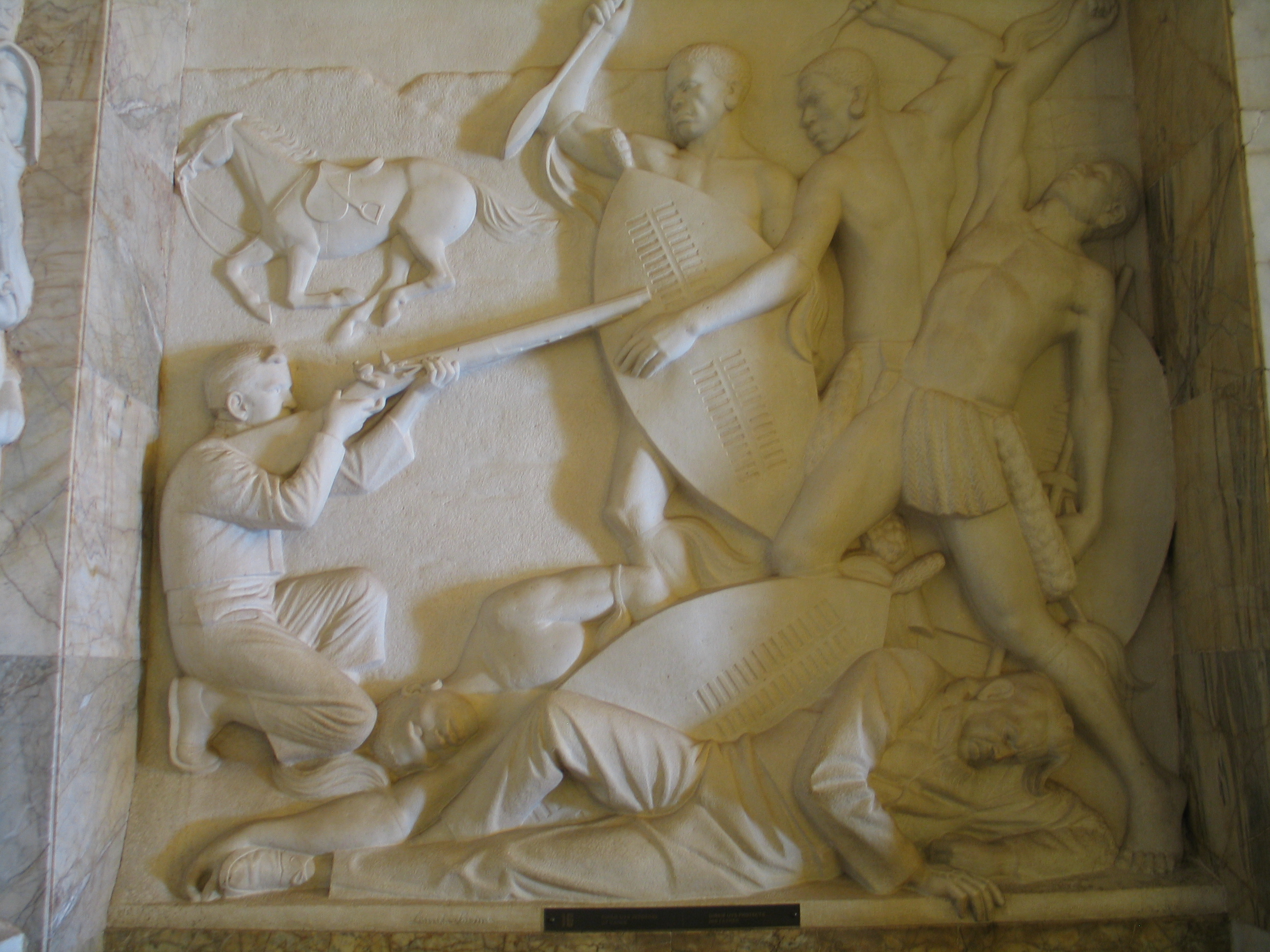
Voortrekker Monument, Pretoria

Piet Uys era un uomo robusto, dalla capigliatura bionda e gli occhi azzurri, secondogenito di Jacobus Johannes Uys. A 18 anni sposò la cugina Alida Maria da cui ebbe tre figli: Jacobus Johannes (Kruppel Koos 1819-1886), Dirk Cornelis (Dirkie 1823-1838) e Petrus Lafras (Piet Hlobane 1827-1879).
Persona intelligente e ottimo oratore, non aveva una formazione universitaria o equivalente, ma possedeva la capacità di recepire e utilizzare al meglio ogni tipo di informazione. Era in grado di scrivere in modo chiaro e conciso in olandese del Capo ed era sempre molto informato di ciò che accadeva oltreoceano. Annoverava tra le sue amicizie personali il governatore Sir Benjamin D'Urban ed il colonnello Harry Smith.
La condotta morale e religiosa durante la guerra di frontiera del Capo, lo portò ad assumere un ruolo di leadership già in giovane età e per questo fu stimato sia dai coloni olandesi, che dai coloni inglesi di Albany, con il quale era stato in stretto contatto durante la guerra del Kaffir nel 1835.
Sebbene i leader boeri erano uomini anziani, Piet, fu riconosciuto come uno di loro all'età di 37 anni. Pur avendo un carattere irascibile, era rispettato da tutti per la sua onestà e lealtà nel trattare il prossimo.
Nel 1834 fu scelto per guidare la "Commissione Trek" nel Natal. Piet incontrò sia i capi Xhosa Hintza e Faku sia il re Zulu Dingane per chiedere loro la terra dove vivere, che sarebbe divenuta, poi, una zona cuscinetto tra le due tribù nemiche.
Dopo questa fortunata spedizione a febbraio del 1835 fece ritorno a Uitenhage. A seguito della relazione della Commissione Trek nel mese di dicembre del 1836 vendette la sua fattoria e ad aprile del 1837 partecipò insieme a molti Voortrekker alla grande migrazione del Grande Trek.
Il 29 giugno dello stesso anno raggiunse l'accampamento sul fiume Sand e scoprì che Piet Retief era stato eletto governatore. Piet si rifiutò di accettare il comando di Retief e la costituzione che era stata abbozzata. Insistette sul fatto che si dovessero sostenere delle elezioni democratiche solamente quando si fosse raggiunto il Natal e che la costituzione si basasse sul modello di quella degli Stati Uniti d'America.
Il 19 ottobre a Thaba 'Nchu concluse un accordo amichevole con Maroko, capo della tribù Barolong. Successivamente si unì a Andries Potgieter per vendicare la sconfitta di quest'ultimo contro il popolo Matabele ed il loro re Mzilikazi. Dopo molte battaglie il popolo Matabele ed il loro re furono spinti in Rhodesia (l'attuale Zimbabwe).
Al termine di questa campagna, Piet tornò presso l'accampamento Voortrekker, ma lo trovò vuoto. Piet Retief era partito con tutti i suoi compagni per il Natal. Partì anche lui per il Natal dove incontrò prima Andries Pretorius e successivamente Retief. Il comportamento di quest'ultimo con modi bruschi e commenti caustici fece capire a Piet (che non accettava Retief come capo dei Voortrekker) che non era una persona ben accetta. Lasciò quindi il Natal per stabilirsi in una nuova terra che sarebbe poi diventata lo Stato Libero dell'Orange.
I Voortrekker del Natal, dopo la morte di Retief e dei suoi uomini ed i continui attacchi da parte degli zulu di Dingane, chiesero aiuto ai Voortrekker dello Stato libero dell'Orange. Piet Uys e Andries Potgieter partirono per una spedizione punitiva che culminò con la Battaglia di Italeni dove i Voortrekker furono sconfitti e dove Piet Uys e suo figlio Dirkie rimasero uccisi.